# García Jiménez
García Jiménez war der Stammvater des Hauses Jiménez, das in Nachfolge des Hauses Íñiguez in Pamplona (Königreich Navarra) herrschte, und vermutlich selbst ein amtierender König im 9. Jahrhundert.

## Stammvater der Jiménez
Über García Jiménez ist kaum etwas bekannt, außer dass er wohl in der Mitte des 9. Jahrhunderts gelebt haben muss. Er ist einzig aus dem im 10. Jahrhundert verfassten Codex de Roda bekannt, in dem der genealogische Hintergrund der frühen Könige Navarras beschrieben wird. Darin wird ihm unter anderem ein Bruder namens Enneco Scemenonis zugeschrieben. Sofern man diesen mit dem Stammvater des Hauses Íñiguez und ersten Königs von Pamplona, Íñigo Arista, identifiziert, würden beide Häuser also Vetternlinien ein und derselben Familie repräsentieren.
Die Familie des García Jiménez beschrieben im Codex de Roda:
|              |              |              |              |                           |                           |                           |                           |                           |                           |                        |                        |                        |                        |  |  |               |               |               |               |                                                                       |                                                                       |                                                                       |                                                                       |                                                                       |                                                                       |                                                  |                                                  |                                                  |                                                  |  |  | Jimeno                |                       |                       |                       |                       |                       |                      |                      |                      |                      |                    |                    |                    |                    |  |  |                                                                |                                                                |                                                                |                                                                |                                                                |                                                                |
|              |              |              |              |                           |                           |                           |                           |                           |                           |                        |                        |                        |                        |  |  |               |               |               |               |                                                                       |                                                                       |                                                                       |                                                                       |                                                                       |                                                                       |                                                  |                                                  |                                                  |                                                  |  |  |                       |                       |                       |                       |                       |                       |                      |                      |                      |                      |                    |                    |                    |                    |  |  |                                                                |                                                                |                                                                |                                                                |                                                                |                                                                |
|              |              |              |              |                           |                           |                           |                           |                           |                           |                        |                        |                        |                        |  |  |               |               |               |               |                                                                       |                                                                       |                                                                       |                                                                       |                                                                       |                                                                       |                                                  |                                                  |                                                  |                                                  |  |  |                       |                       |                       |                       |                       |                       |                      |                      |                      |                      |                    |                    |                    |                    |  |  |                                                                |                                                                |                                                                |                                                                |                                                                |                                                                |
|              |              |              |              | Oneca Rebele von Sangüesa | Oneca Rebele von Sangüesa | Oneca Rebele von Sangüesa | Oneca Rebele von Sangüesa | Oneca Rebele von Sangüesa | Oneca Rebele von Sangüesa |                        |                        |                        |                        |  |  |               |               |               |               | García Jiménez (Garsea Scemenonis) = ? García Jiménez Kg. 858 und 860 | García Jiménez (Garsea Scemenonis) = ? García Jiménez Kg. 858 und 860 | García Jiménez (Garsea Scemenonis) = ? García Jiménez Kg. 858 und 860 | García Jiménez (Garsea Scemenonis) = ? García Jiménez Kg. 858 und 860 | García Jiménez (Garsea Scemenonis) = ? García Jiménez Kg. 858 und 860 | García Jiménez (Garsea Scemenonis) = ? García Jiménez Kg. 858 und 860 |                                                  |                                                  |                                                  |                                                  |  |  |                       |                       |                       |                       | Dadildis von Pallars  | Dadildis von Pallars  | Dadildis von Pallars | Dadildis von Pallars | Dadildis von Pallars | Dadildis von Pallars |                    |                    |                    |                    |  |  | Íñigo Jiménez (Enneco Scemenonis) = ? Íñigo Arista Kg. 824–852 | Íñigo Jiménez (Enneco Scemenonis) = ? Íñigo Arista Kg. 824–852 | Íñigo Jiménez (Enneco Scemenonis) = ? Íñigo Arista Kg. 824–852 | Íñigo Jiménez (Enneco Scemenonis) = ? Íñigo Arista Kg. 824–852 | Íñigo Jiménez (Enneco Scemenonis) = ? Íñigo Arista Kg. 824–852 | Íñigo Jiménez (Enneco Scemenonis) = ? Íñigo Arista Kg. 824–852 |
|              |              |              |              | Oneca Rebele von Sangüesa | Oneca Rebele von Sangüesa | Oneca Rebele von Sangüesa | Oneca Rebele von Sangüesa | Oneca Rebele von Sangüesa | Oneca Rebele von Sangüesa |                        |                        |                        |                        |  |  |               |               |               |               | García Jiménez (Garsea Scemenonis) = ? García Jiménez Kg. 858 und 860 | García Jiménez (Garsea Scemenonis) = ? García Jiménez Kg. 858 und 860 | García Jiménez (Garsea Scemenonis) = ? García Jiménez Kg. 858 und 860 | García Jiménez (Garsea Scemenonis) = ? García Jiménez Kg. 858 und 860 | García Jiménez (Garsea Scemenonis) = ? García Jiménez Kg. 858 und 860 | García Jiménez (Garsea Scemenonis) = ? García Jiménez Kg. 858 und 860 |                                                  |                                                  |                                                  |                                                  |  |  |                       |                       |                       |                       | Dadildis von Pallars  | Dadildis von Pallars  | Dadildis von Pallars | Dadildis von Pallars | Dadildis von Pallars | Dadildis von Pallars |                    |                    |                    |                    |  |  | Íñigo Jiménez (Enneco Scemenonis) = ? Íñigo Arista Kg. 824–852 | Íñigo Jiménez (Enneco Scemenonis) = ? Íñigo Arista Kg. 824–852 | Íñigo Jiménez (Enneco Scemenonis) = ? Íñigo Arista Kg. 824–852 | Íñigo Jiménez (Enneco Scemenonis) = ? Íñigo Arista Kg. 824–852 | Íñigo Jiménez (Enneco Scemenonis) = ? Íñigo Arista Kg. 824–852 | Íñigo Jiménez (Enneco Scemenonis) = ? Íñigo Arista Kg. 824–852 |
|              |              |              |              |                           |                           |                           |                           |                           |                           |                        |                        |                        |                        |  |  |               |               |               |               |                                                                       |                                                                       |                                                                       |                                                                       |                                                                       |                                                                       |                                                  |                                                  |                                                  |                                                  |  |  |                       |                       |                       |                       |                       |                       |                      |                      |                      |                      |                    |                    |                    |                    |  |  |                                                                |                                                                |                                                                |                                                                |                                                                |                                                                |
|              |              |              |              |                           |                           |                           |                           |                           |                           |                        |                        |                        |                        |  |  |               |               |               |               |                                                                       |                                                                       |                                                                       |                                                                       |                                                                       |                                                                       |                                                  |                                                  |                                                  |                                                  |  |  |                       |                       |                       |                       |                       |                       |                      |                      |                      |                      |                    |                    |                    |                    |  |  |                                                                |                                                                |                                                                |                                                                |                                                                |                                                                |
| Ínigo Garcés | Ínigo Garcés | Ínigo Garcés | Ínigo Garcés | Ínigo Garcés              | Ínigo Garcés              |                           |                           | Galindo II. von Aragón    | Galindo II. von Aragón    | Galindo II. von Aragón | Galindo II. von Aragón | Galindo II. von Aragón | Galindo II. von Aragón |  |  | Sancha Garcés | Sancha Garcés | Sancha Garcés | Sancha Garcés | Sancha Garcés                                                         | Sancha Garcés                                                         |                                                                       |                                                                       | Íñigo Fortún Sohn des Fortún Garcés, Kg. 882–905                      | Íñigo Fortún Sohn des Fortún Garcés, Kg. 882–905                      | Íñigo Fortún Sohn des Fortún Garcés, Kg. 882–905 | Íñigo Fortún Sohn des Fortún Garcés, Kg. 882–905 | Íñigo Fortún Sohn des Fortún Garcés, Kg. 882–905 | Íñigo Fortún Sohn des Fortún Garcés, Kg. 882–905 |  |  | Sancho I. Kg. 905–925 | Sancho I. Kg. 905–925 | Sancho I. Kg. 905–925 | Sancho I. Kg. 905–925 | Sancho I. Kg. 905–925 | Sancho I. Kg. 905–925 |                      |                      | Jimeno Kg. 925–931   | Jimeno Kg. 925–931   | Jimeno Kg. 925–931 | Jimeno Kg. 925–931 | Jimeno Kg. 925–931 | Jimeno Kg. 925–931 |  |  | Haus Íniguez                                                   | Haus Íniguez                                                   | Haus Íniguez                                                   | Haus Íniguez                                                   | Haus Íniguez                                                   | Haus Íniguez                                                   |
| Ínigo Garcés | Ínigo Garcés | Ínigo Garcés | Ínigo Garcés | Ínigo Garcés              | Ínigo Garcés              |                           |                           | Galindo II. von Aragón    | Galindo II. von Aragón    | Galindo II. von Aragón | Galindo II. von Aragón | Galindo II. von Aragón | Galindo II. von Aragón |  |  | Sancha Garcés | Sancha Garcés | Sancha Garcés | Sancha Garcés | Sancha Garcés                                                         | Sancha Garcés                                                         |                                                                       |                                                                       | Íñigo Fortún Sohn des Fortún Garcés, Kg. 882–905                      | Íñigo Fortún Sohn des Fortún Garcés, Kg. 882–905                      | Íñigo Fortún Sohn des Fortún Garcés, Kg. 882–905 | Íñigo Fortún Sohn des Fortún Garcés, Kg. 882–905 | Íñigo Fortún Sohn des Fortún Garcés, Kg. 882–905 | Íñigo Fortún Sohn des Fortún Garcés, Kg. 882–905 |  |  | Sancho I. Kg. 905–925 | Sancho I. Kg. 905–925 | Sancho I. Kg. 905–925 | Sancho I. Kg. 905–925 | Sancho I. Kg. 905–925 | Sancho I. Kg. 905–925 |                      |                      | Jimeno Kg. 925–931   | Jimeno Kg. 925–931   | Jimeno Kg. 925–931 | Jimeno Kg. 925–931 | Jimeno Kg. 925–931 | Jimeno Kg. 925–931 |  |  | Haus Íniguez                                                   | Haus Íniguez                                                   | Haus Íniguez                                                   | Haus Íniguez                                                   | Haus Íniguez                                                   | Haus Íniguez                                                   |
|              |              |              |              |                           |                           |                           |                           |                           |                           |                        |                        |                        |                        |  |  |               |               |               |               |                                                                       |                                                                       |                                                                       |                                                                       |                                                                       |                                                                       |                                                  |                                                  |                                                  |                                                  |  |  |                       |                       |                       |                       |                       |                       |                      |                      |                      |                      |                    |                    |                    |                    |  |  |                                                                |                                                                |                                                                |                                                                |                                                                |                                                                |
|              |              |              |              |                           |                           |                           |                           |                           |                           |                        |                        |                        |                        |  |  |               |               |               |               |                                                                       |                                                                       |                                                                       |                                                                       |                                                                       |                                                                       |                                                  |                                                  |                                                  |                                                  |  |  | Haus Jiménez          |                       |                       |                       |                       |                       |                      |                      |                      |                      |                    |                    |                    |                    |  |  |                                                                |                                                                |                                                                |                                                                |                                                                |                                                                |

## König von Pamplona

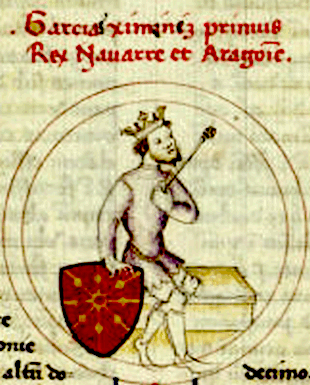
García Jiménez dargestellt als erster König von Navarra und Aragón (Garcias ximinis primus Rex Nauarre et Aragoie) und Stammvater der navarresischen Herrscherdynastie. Miniatur aus dem 14. Jahrhundert.

Aufgrund der nur unzureichend überlieferten Geschichte der Basken und ihrer Herrscher im 9. Jahrhundert und der erhaltenen Quellenlage fällt die historische Einordnung des García Jiménez schwer. Spekulationen bestehen vor allem über seine Identifizierung mit einem namensgleichen König von Pamplona, der aus drei Urkunden aus den Jahren 828, 858 und 860 bekannt ist. In den Urkunden wird er wie folgt genannt:
- 828: „ego Garsias Semenonis rex pampilonensium…“
- 858: „sub regimine Garssia Scemenonis rege de Pampilona…“
- 860: „regnante rege Garcia Scemenones in Pampilona…“

Wie dieser König García (II.) Jiménez mit den zeitgleich herrschenden Königen aus dem Haus Íñiguez in Verbindung stand ist unklar. Sofern er mit ihnen verwandt war, hatte er vermutlich als eine Art Unterkönig oder als Vormund für den zeitgleich regierenden König García (I.) Íñiguez (852–882) amtiert, dem Sohn des Íñigo Arista. Andernfalls aber war er als Rivale der Íñiguez aufgetreten und hatte sich gegen diese als Gegenkönig für kurze Zeit in Pamplona durchsetzen können.
Auch inwiefern der König García Jiménez mit dem hier behandelten Stammvater der Jiménez-Dynastie identisch war, kann nicht zweifelsfrei geklärt werden. Dafür spricht, dass die Tochter des Dynastiegründers mit dem Grafen Galindo II. von Aragón verheiratet wurde, vielleicht als Resultat einer gewachsenen politischen Nähe zu diesem Grafenhaus. In allen drei Urkunden des Königs war der Graf Galindo I. von Aragón, der Großvater Galindos II., als erster Zeuge nach ihm stehend aufgeführt wurden. Gegen eine gemeinsame Identität spricht der Text des Codex de Roda, wo der dort beschriebene García Jiménez, wie auch sein Bruder, ohne königliche Titulatur genannt wird. Andererseits hatte der Autor des Codex auch keine Kenntnis von diesem Königtum gehabt haben müssen, da sich García offensichtlich nicht dauerhaft gegen die Íñiguez hat durchsetzen können. Dies war erst Sancho I. Garcés im Jahr 905 mit der Absetzung und Verbannung des Königs Fortún Garcés gelungen, was den Endpunkt eines mindestens 50 Jahre währenden Machtkampfs zweier Familien um die Herrschaft in Pamplona markiert haben mag.
In der mittelalterlichen Geschichtsschreibung war der Vater des Königs Sancho I. Garcés als der König von 858/860 und damit als Stammvater der Jiménez-Dynastie anerkannt wurden. So zum Beispiel in der Chronica de San Juan de la Peña aus dem 14. Jahrhundert. In den genealogischen Abhandlungen der Könige von Aragón galt er gleichfalls als Erster ihrer Linie (siehe Bild).

## Weblink
- KINGS OF NAVARRE (INTRODUCTION) bei fmg.ac.

| Personendaten    | Personendaten      |
| ---------------- | ------------------ |
| NAME             | García Jiménez     |
| KURZBESCHREIBUNG | König von Pamplona |
| GEBURTSDATUM     | 9. Jahrhundert     |
| STERBEDATUM      | 9. Jahrhundert     |